# عمر کوروما
عمر کوروما (انگلیسی: Omar Koroma؛ زادهٔ ۲۲ اکتبر ۱۹۸۹) بازیکن فوتبال اهل گامبیا است.
از باشگاه‌هایی که در آن بازی کرده است می‌توان به باشگاه فوتبال نوریچ سیتی، باشگاه فوتبال قزل‌یار، باشگاه فوتبال فارست گرین راورز، باشگاه فوتبال دالیچ هملت، و باشگاه فوتبال پورتسموث اشاره کرد.
وی همچنین در تیم ملی فوتبال گامبیا بازی کرده است.